# Gastrotheca williamsoni
Espèce
Statut de conservation UICN

 DD  : Données insuffisantes
Gastrotheca williamsoni est une espèce d'amphibiens de la famille des Hemiphractidae.

## Répartition
Cette espèce est endémique de l'État de Carabobo au Venezuela. Elle se rencontre dans le parc national San Esteban.

## Description
La femelle holotype mesure 53 mm.

## Étymologie
Cette espèce est nommée en l'honneur d'Edward Bruce Williamson (1878-1933).

## Publication originale
- Gaige, 1922 : A new Gastrotheca from Venezuela. Occasional papers of the Museum of Zoology University of Michigan, vol. 107, p. 1-3 (texte intégral).